# Aircraft Disposals
Aircraft Disposals Company (ADC Aircraft) var ett brittiskt företag som handlade och byggde om överskottsflygplan från första världskriget.
ADC bildades i mars 1920 vid Croydon airport för att handla med begagnade stridsflygplan från första världskriget. Efter att företaget köpt in militära flygplan byggdes de om vid företagets verkstad för att kunna tjäna i olika civila roller. När slutligen överskottsförsäljninjen från Royal Air Force upphörde kunde företaget inte vara kvar på marknaden och företagets verksamhet upphörde 1930.